# Edsbro
Edsbro is een plaats in de gemeente Norrtälje in het landschap Uppland en de provincie Stockholms län in Zweden. De plaats heeft 515 inwoners (2005) en een oppervlakte van 83 hectare.

## Verkeer en vervoer
Bij de plaats lopen de Riksväg 76, Länsväg 280 en Länsväg 282.